# Elimkyrkan (nätverk)
Elimkyrkan är ett nätverk av kristna församlingar i Stockholm, anknutna till Evangeliska frikyrkan och Equmeniakyrkan. Mellan 2012 och 2014 flyttades centrum för dess verksamhet från Elimkyrkan på Östermalm till Folkungakyrkan (dåvarande Salemkyrkan) på Södermalm. Nätverket består av församlingarna Folkungakyrkan, Elimkyrkan Skärholmen, Les Ambassadeurs du Christ, Yewongel Berhan Church, Elimkyrkan Västerort, Ryska Evangeliska kyrkan och Lighthouse Christian Fellowship.

## Historik
År 1884 bildades Stockholms femte baptistförsamling med 73 medlemmar. Efter att till en början ha sammanträtt i hemmen samt i hyrda lokaler på Östermalm byggdes 1898 en kyrka i kvarteret Lindormen som fick namnet Elimkapellet.
Församlingen sammanslogs 1990 samman med Birka frikyrkoförsamling och bildade Elimförsamlingen.